# Phaethornis major
Phaethornis major, "askbukig eremit", är en fågel i familjen kolibrier.

## Utbredning och systematik
Fågeln förekommer i Brasilien söder om Amazonfloden (östra banken av nedre Tapajósfloden). Den betraktas oftast som underart till floretteremit (Phaethornis bourcieri), men urskiljs sedan 2019 som egen art av Birdlife International och IUCN.

## Status
Den kategoriseras av IUCN som livskraftig.